# Croisilles Harbour
La baie de Croisilles Harbour est une ria située à l'extrême nord-ouest des Marlborough Sounds, en Nouvelle-Zélande.
Délimitée par le Kāhako au nord-est et le Cap Soucis au nord-ouest, elle présente des caractéristiques physiques particulières, et notamment l'unique cordon littoral des Marlborough Sounds. De nombreuses fermes conchylicoles sont installées à proximité des côtes de la baie.

## Topographie et toponymie
Les baies principales des Marlborough Sounds, réseau de rias situé à l'extrémité nord-est de l'Île du Sud, sont celles de Pelorus et de Tōtaranui. Te Whanganui et Croisilles Harbour, qui sont les deux rias extrêmes du système, sont les deux baies secondaires.
La baie, longue d'environ quinze kilomètres, est ouverte vers le nord-ouest et se divise à sa tête en deux baies d'inégale longueur : Ōkiwi Bay, qui abrite le village du même nom, et Squally Cove (ceb), la plus longue, qui remonte vers le nord-est.
Les deux extrémités qui marquent la limite extérieure de la baie sont la pointe Kāhako au nord-est et le Cap Soucis au nord-ouest, qui marque également la limite extrême des Marlborough Sounds,. Le bassin-versant de la baie mesure exactement 119,7 kilomètres carrés, qui se répartissent en 77,45 kilomètres carrés de terres et 42,25 kilomètres carrés d'eau.
Deux petites îles sont situées dans la baie, presque sur la ligne qui en délimite l'embouchure : Motuanauru et Otuhaereroa. Elles n'abritent aucun habitant et ont conservé un écosystème non modifié par l'homme,.

Les îles de Croisilles Harbour
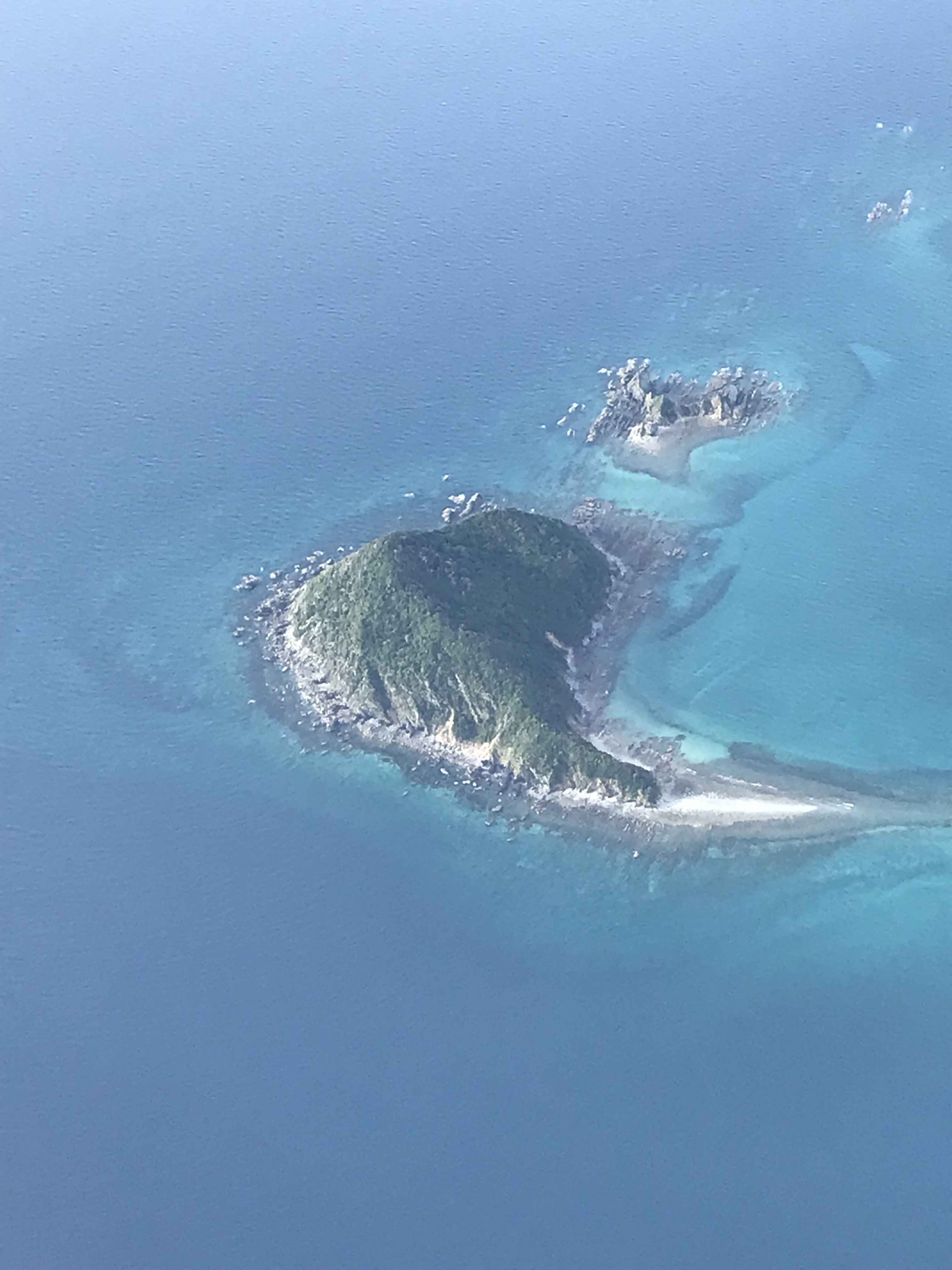
L'île de Motuanauru vue du sud.
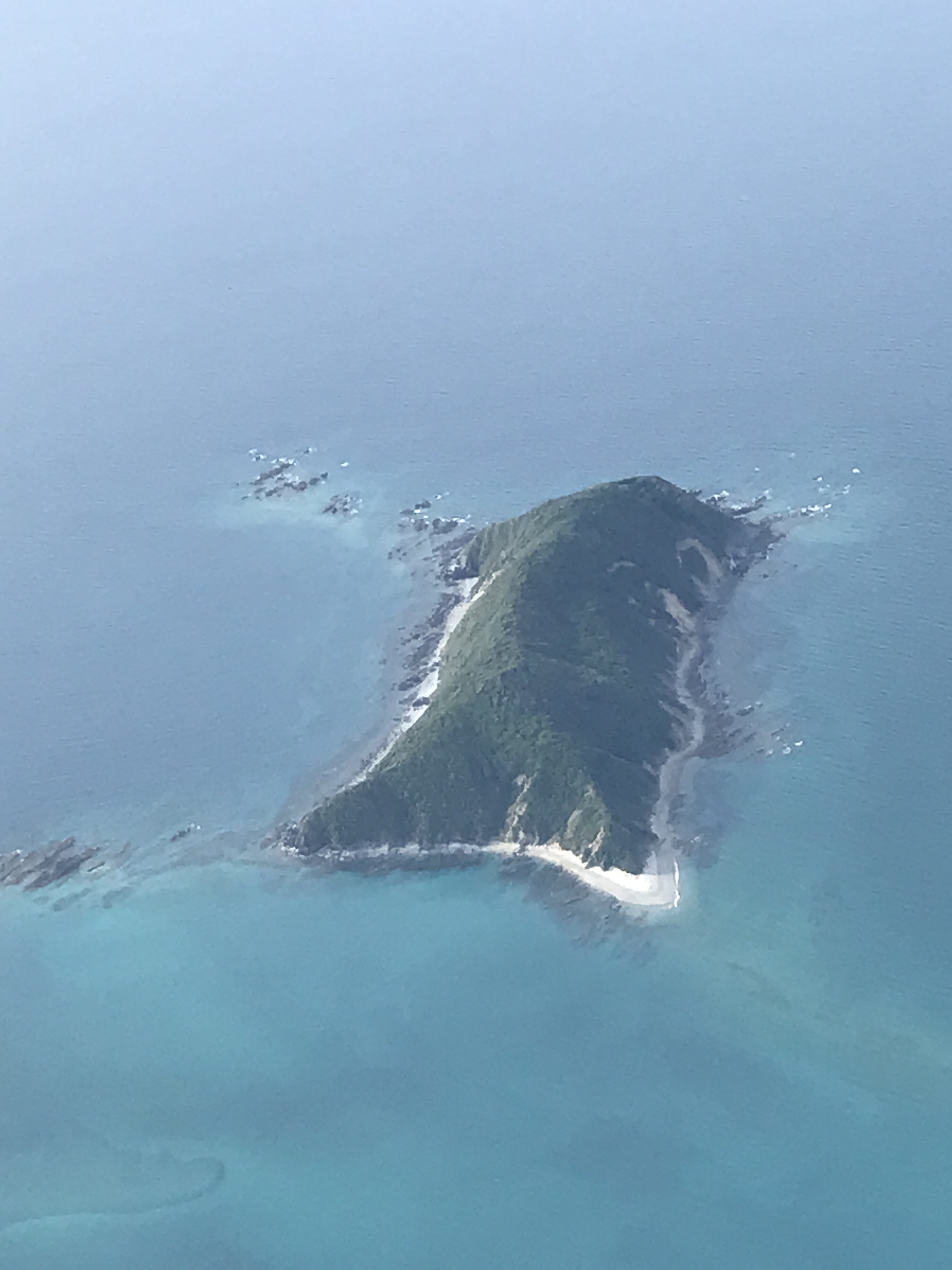
L'île de Otuhaereroa vue du sud.

Le nom de la baie est un hommage rendu par Jules Dumont d'Urville, premier explorateur européen de la baie, à son oncle Jean-Jacques-François de Croisilles, chanoine et futur évêque auxiliaire de Bayeux, qui lui a donné le goût de la botanique,.

## Géologie

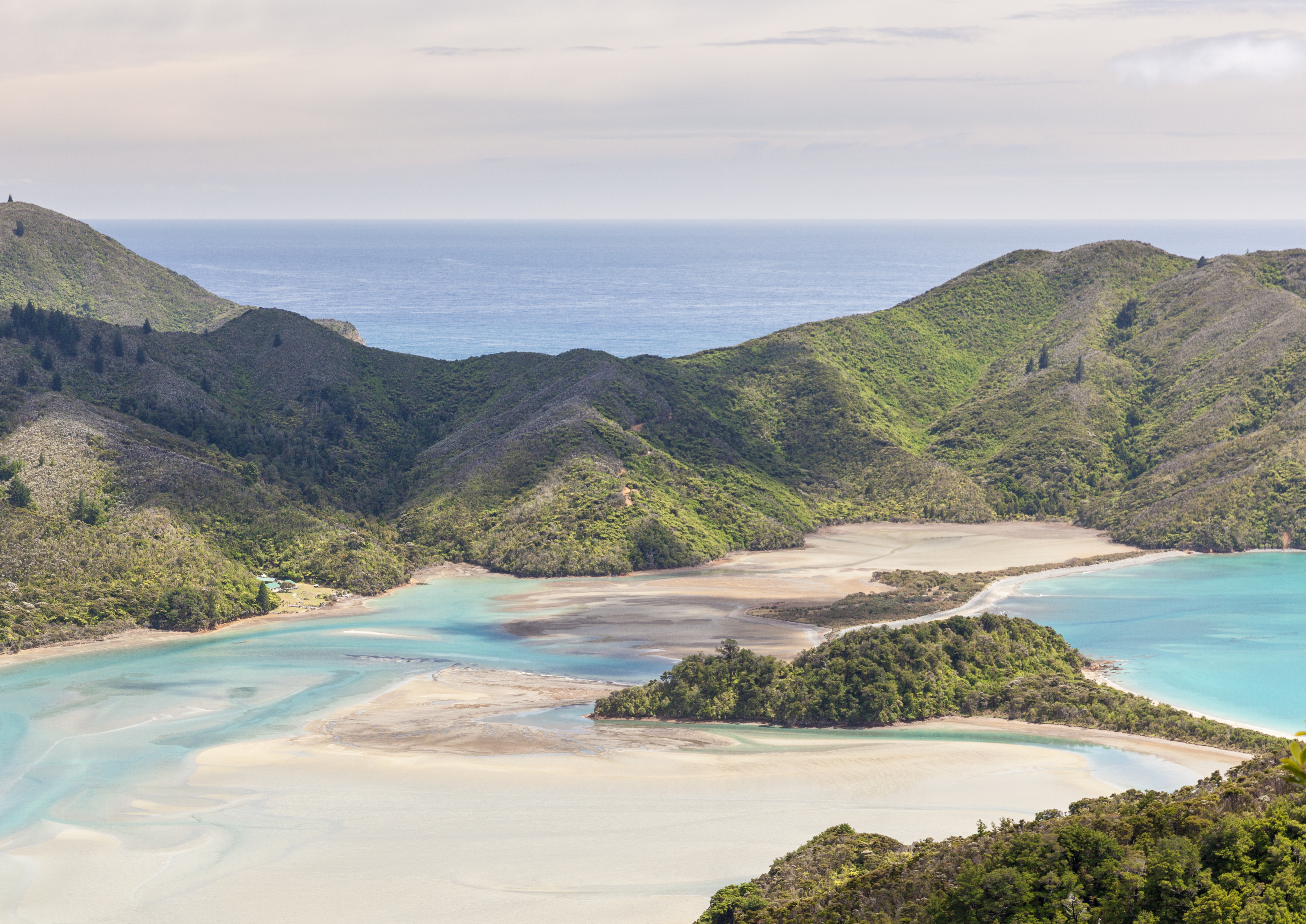
Le cordon dunaire situé dans la partie occidentale de la Croisilles Harbour.

Les terres entourant la baie se caractérisent par la présence, unique dans les Marlborough Sounds, de roches ultramafiques.
La baie compte en outre le seul cordon littoral des Marlborough Sounds, l'estuaire de Whangarae,. Un lagon plus modeste est situé de l'autre côté de la baie, entre les pointes Pakiaka et Taihoa.
Un autre élément exceptionnel de la baie est le cône de déjection rocheux qui forme Matarau Point.

## Faune et flore
Les pentes entourant la baie sont restées très fortement boisées et conservent les espèces endémiques originelles, non modifiées par l'Homme,,.
Croisilles Harbour abrite la colonie d'amphioxiformes (New Zealand lancelet la plus méridionale de Nouvelle-Zélande. 

## Occupation humaine

### Accès
La route d'accès aux villages bordant Croisilles Harbour est nommée Croisilles Road puis French Pass Road. Au-delà d'Elaine Bay (en), elle n'est plus goudronnée. Elle aboutit aux bords de la French Pass.

### Pêcheries
La baie de Croisilles Harbour est un lieu de conchyliculture. Les espèces qui y sont élevés sont notamment le coquillage Maoricolpus roseus (en), les étoiles de mer Coscinasterias muricata (en) et Patiriella regularis (en), le bivalve Pecten novaezelandiae (en) et la moule Atrina zelandica (en)
Le 20 avril 2020, une alerte aux biotoxines est lancée par le Ministère de l'Agriculture et de la Forêt, avec un fort risque d'intoxication paralysante.